# 武藤あやか
武藤 あやか（むとう あやか、1981年5月9日 - ）は、日本のAV女優。元バルドエージェンシー所属。マークスグループ解散・再編によりリンクスに所属した過去も持つ。

## 略歴
千葉県出身。2014年9月、アダルトビデオメーカー・SODクリエイトの専属熟女系のAV女優として、33歳でデビュー。離婚歴があり、一児の娘がいる。
出産前は、全く性欲がなかったが、出産後病気になったかと思うくらい性欲が高まった。
2023年5月9日、42歳の誕生日を迎えたことを写真付きでTwitterに報告したところ、「42歳に見えない」「奇跡の42歳」と1万いいねがつくバズりを達成した。
デビュー10年目を迎える2024年1月よりマドンナ専属女優となる。
ハーレーダビッドソン専門誌『VIBES』Vol.367（2024年5月号）で表紙を担当。
同年10月、香港メディア・HK01は武藤が梅毒陽性判定を受け、撮影を取り消したと報道した。その後別の医療機関で陰性と判断され、先の陽性結果が「偽陽性」と確認された。武藤のSNSによれば8月末から6度検査を受け、モチベーションも低下。一時は感染の恐怖から引退も考えたと記述している。
2025年1月31日をもって事務所退所を発表。今後は幅広く活動する予定だとしており、フリー女優連盟に加入するほか個人事務所も設立した。以降、芦耶香むと（読みは「あやか・むと」）、むとうあやか名義も使用する。

## 人物
スレンダー体系で腹筋が特徴ともいわれるが、もともと腰が悪く、負担をかけないようにしていただけで、腹筋は体質と答えている。筋肉は付きやすいが、女優として筋肉質なのもどうかと考え、筋肉とは関係なさそうな「親子合気道」に一時期通っていた。合気道では体幹が鍛えられ、撮影中疲れにくくなったという。

## 作品

### アダルトビデオ
- 圧倒的な透明感と引き締まったクビレにEカップ… 帝王切開の跡は母性の証 武藤あやか 33歳 AV Debut（9月9日、SODクリエイト）
- 圧倒的な透明感と引き締まったクビレにEカップ… 帝王切開の跡は母性の証 武藤あやか 33歳 第2章 パート終わり〜保育園に子供を迎えに行くまでの間に性感開発SEX（10月23日、SODクリエイト）
- 圧倒的な透明感と引き締まったクビレにEカップ… 帝王切開の跡は母性の証 武藤あやか 33歳 第3章 到着から就寝まで他人棒でずーっとSEX・ずーっと絶頂。連続17回イキ（11月20日、SODクリエイト）
- 圧倒的な透明感と引き締まったクビレにEカップ… 帝王切開の跡は母性の証 武藤あやか 33歳 第4章（12月20日、SODクリエイト）

- 圧倒的な透明感と引き締まったクビレにEカップ… 帝王切開の跡は母性の証 武藤あやか 33歳 最終章（1月8日、SODクリエイト）
- 絶対に手を出してはいけない相手を夜這いしちゃった俺 8 SPECIAL（3月5日、AKNR）
- 寝取らせ 05（3月20日、DOC）
- ジムで鍛え抜かれ引き締まった筋肉BODYに興奮され、マッサージルームでオイルエステに悶え感じさせられる女たち（5月2日、DOC）
- 嫁の居ぬ間に○○しちゃった俺 5（5月9日、AKNR）
- 犯されてイキまくる母を見た娘が媚薬発情! 親子同時に責められ絶頂を迎える美人母娘（6月1日、DOC）
- 電気あんま罵倒（6月5日、フリーダム）
- 愛してるあなたへ。本当は… 元上司だったあの人（6月26日（レンタル）/7月25日（セル）、ながえスタイル）
- 本気(マジ)口説き 人妻編 15 ナンパ▶連れ込み▶SEX盗撮▶無断で投稿（7月1日、MAGIC）
- ニオイを感じる 足裏（7月5日、フリーダム）
- 超豪華ハーレム大乱交同窓会 夢の共演240分SP（7月9日、SODクリエイト）
- 初体験は母と…（7月19日、ABC/妄想族）
- 愛してるあなたへ。本当は… 元上司だったあの人（6月26日（レンタル）/7月25日（セル）、ながえスタイル）
- 尽きない快楽に理性は崩壊。（8月1日、TEPPAN）
- 教育ママ奴隷! 〜最悪エロガキのザーメン射精便器に堕ちるまで〜（8月7日、ジェントルマン/妄想族）
- 息子を溺愛する母、武藤あやかと申します。（9月1日、ABC/妄想族）
- 義父嫁相姦 剥がされた喪服の未亡人の果て（9月11日、EROTICA）
- 白昼悪夢 性処理道具とされてしまった若妻（10月1日、FAプロ）
- 公衆便所SEX 人妻変態痴女（10月13日、FAプロ）
- 父が出かけて2秒でセックスする母と息子（11月7日、VENUS）
- 友人の母親（12月7日、VENUS）
- 独身38歳経営者の女 肉欲のセカンドバージン（12月8日、ながえstyle）
- マッスルアスリート 鍛え抜かれた腹筋（12月25日、ダスッ!）

- バイブを捨てよ、野外でハメよう。バイブ中毒の旅館女将（1月14日、タカラ映像）
- お義父さんあそこが疼いてしょうがないんです…。（2月11日、タカラ映像）
- 武藤あやか SUPER BEST 引き締まった腹筋スレンダーボディ（3月1日、ABC/妄想族）※単体ベスト
- 義父と中出し契約を結ぶ人妻セールスレディ（3月4日、光夜蝶）
- はじめてのねとられ4 真面目な妻を説得した夫（4月25日、ながえstyle）
- もしも…武藤あやかが●●だったら…。（5月1日、プラネットプラス）
- うちの年増な娘、紹介します。（5月13日、ANNEX）
- 兄嫁（6月10日、なでしこ）
- 綺麗でいやらしい叔母さんの透け乳房とパイパンま○こが好きな僕（8月7日、ルビー）
- 超豪華ハーレム大乱交 本物人妻同窓会 2（9月8日、SODクリエイト）
- ヘンリー塚本原作 婦女暴行犯 忍び込みレイプ（10月13日、FAプロ）※オムニバス作品

- 人妻とその彼女 ～美人OL 元カノとのレズ不倫関係～ 武藤あやか 真山由夏（2月1日、U&K）
- 甘い誘惑 覗きに嵌まる人妻 隣人変態夫婦の罠 武藤あやか 吉田花（3月1日、FAプロ）
- SODファン大感謝祭! まだまだ終わらないぜつりんバスツアー 脱落した素人が人妻軍団に強制イカせ奉仕&本編出演超豪華女優の完全主観フェラ! (※素人男性18名参加)（6月1日、SODクリエイト）
- 汚部屋レズ 2 ～だらしない女と潔癖女～（6月1日、U&K）※オムニバス作品
- 【隠し撮りドキュメント】ロリ系からムチムチ美熟女が在籍する足立区○瀬の‘非ヌキ’オイルマッサージ店で直接ガチ交渉し究極のリラクゼーションSEXができるか一部始終を盗撮してみた結果…。（6月13日、EROTICA）※オムニバス作品
- おねだりドMバイブ貴婦人の野外露出240分 武藤あやか（9月8日、映天）
- 息子黙認! まさかの寝取らせ親孝行 義父に性処理を強要された嫁 武藤あやか（9月20日、STAR PARADISE）
- 人妻レズ相姦 姉妹編 II（9月27日、グラフィティジャパン）※オムニバス作品
- うちの妻が寝取られました。 大人しいと思っていた妻が義兄に開発され不貞な関係に溺れるスキモノ女になってしまいました 武藤あやか（10月13日、アクアモール/エマニエル）
- ヘンリー塚本原作 団地妻 昼下がりの情事（11月13日、FAプロ）※オムニバス作品
- 離婚してSEXレス、悶々としているわたし・・孕む程の濃厚精子を連続中出しされても気持ちいい最高のSEX! 武藤あやか（11月19日、美人魔女/エマニエル）
- はだかの奥様 武藤あやか（11月19日、KSB企画/エマニエル）

- 男根に堕ちた三十路妻 武藤あやか（1月1日、プラネットプラス/七狗留）
- 母子交尾 ～船引路～ 武藤あやか（3月7日、RUBY）
- 夫に睡眠薬、夫の部下には強力勃起薬をこっそり飲ませて誘惑し何度も強制射精させる淫乱発情妻! 2（3月7日、プレステージ）※オムニバス作品
- やっぱり露出が好き。武藤あやか4時間（6月7日、山と空/妄想族）
- 山梨県の山奥にある土木作業員が長期で宿泊している温泉宿に武藤あやかが潜入ナンパ! 勃起がおさまらないほど精力絶倫な土木作業員たちを自慢のテクニックで翻弄して満足させることがデキるのか? 武藤あやか（6月13日、ドバドバ大作戦/エマニエル）
- ながえSTYLE厳選女優 味わい深き妊娠線 武藤あやかベスト（6月25日、ながえSTYLE）※単体ベスト
- 凄テク美熟女の超絶快楽責め～男の理性は崩壊～ 武藤あやか（7月25日、M男パラダイス）
- 私みたいなおばさんが本当にいいの? 初めての不倫セックスに悶え乱れる美熟妻たち… 2章（7月27日、グラフィティジャパン）※オムニバス作品
- 大停電の夜に憧れの義姉さんと二人きり…。 武藤あやか（8月7日、マドンナ）
- スケベ熟痴女に犯されっぱなしで頭がおかしくなった。 武藤あやか（8月7日、MEGAMI）
- 顔とパンチラと囁き淫語（9月25日、アロマ企画）※オムニバス作品
- 本当にあったエロ農業体験 2 一人でも多くの就農者を確保するために、行き過ぎた開放感と自然の気持ち良さをアピールし過ぎた、勃起不可避な農業体験に行ってきた 武藤あやか（10月7日、RUBY）
- グローブフェチ 手コキ男犯 サテン・レザー・エナメル・ラバー（10月7日、MEGAMI）※オムニバス作品
- スレンダー×ビキニ×腿コキ（10月13日、アロマ企画）※オムニバス作品
- 女上司にディープキス強要されながら可愛い部下に優しくフェラチオされ続ける。（10月13日、アロマ企画）※オムニバス作品
- 「こんなおばさんを痴漢してどうする気?」 女を忘れかけてた美熟女が見知らぬ男に胸や尻を触られ抵抗するものの久しぶりの快感に負けてなすがままに…（10月27日、グラフィティジャパン）※オムニバス作品
- まるまる! 武藤あやか（11月23日、なでしこ）※単体ベスト
- 憧れの女上司と 武藤あやか（12月27日、タカラ映像）
- 娘の旦那を奪う嫁の母（12月27日、グラフィティジャパン）※オムニバス作品

- 家事と仕事の両立! 兼業主婦たちのストレス発散! 忙しい主婦の下半身マル秘事情（1月13日、ながえSTYLE）※オムニバス作品
- 酔っぱらったおばさんに痴漢しても嫌がらないからそのままお持ち帰りして… 2  武藤あやか（1月27日、グラフィティジャパン）
- エロ熟女に2回連続抜かれちゃった僕。（2月13日、アロマ企画）※オムニバス作品
- 黒レザーパンツで白いザーメン搾り尽くす至極の腿こき（2月13日、アロマ企画）※オムニバス作品
- お尻の穴の収縮とシワの本数までバッチリ分かるアナルひくひくオナニー（2月25日、アロマ企画）※オムニバス作品
- 睾丸オイルマッサージで鋼鉄並みに硬く仕上げられた僕のち○ぽ、美人エスティシャンに腰ふり騎乗位でたっぷり味わい尽くされる。（2月25日、アロマ企画）※オムニバス作品
- ぬるぬるスローオイルフェラ 2（3月13日、アロマ企画）※オムニバス作品
- 憧れの美しすぎる母の友 三章（3月27日、グラフィティジャパン）※オムニバス作品
- 金曜の夜なのに女同士で仕事帰りに飲みに来ているおばさん二人組はどうせ彼氏もいないからイケメン年下男子の強引なやらせろオーラを出されても内心嬉しい… SP（3月27日、グラフィティジャパン）※オムニバス作品
- おばさんを練習台にしてくれて良いのよ… 一生懸命してくれると嬉しいわ（7月12日、UMANAMI）※オムニバス作品
- アナルフィスト ～脳内イキ狂い～（7月19日、M男パラダイス）※オムニバス作品
- 平成ポルノ官能女優 武藤あやか（9月27日、日本橋映像）
- こんな機会はもうないかも知れないから遠く離れて暮らす息子と久しぶりに朝が来るまで深く愛し合った一泊二日の温泉旅行（9月27日、なでしこ）※オムニバス作品
- つるつるオマ○コのパイパン熟女にたっぷり生中出し8時間（11月22日、なでしこ）※オムニバス作品
- お母さんといっしょ 僕と母と淫靡な湯治と。息子と禁断の温泉旅行。密着淫行近親相姦。12人 4時間（12月28日、ビッグモーカル）※オムニバス作品

- 若い男との年の差性交に身も心も溺れてしまうおばさんたち…　二章（1月27日、グラフィティジャパン）※オムニバス作品
- 「そんなつもりじゃなかったのに…」なんて嘘ついたって… 2今日は食事だけって言ってたのに、お酒が進むにつれて徐々にお互いを意識し合うように…すると、突然年下の彼が至近距離に、えっ、ちょっと待って… キスが始まる5秒前!!!（3月13日、UMANAMI）※オムニバス作品
- テレビの修理に行ったら、奥さんが全裸で出てきた!! 目のやり場に困りながら修理している僕のビンビンになったチ○ポをなんと奥さんは…!?（3月13日、UMANAMI）※オムニバス作品
- 熟女の太腿、最強のオナホール説（4月25日、アロマ企画）※オムニバス作品
- まるっと! 武藤あやか（5月1日、プラネットプラス）※単体ベスト
- Mっ気のある人妻を拘束逝かせSEX 武藤あやか（7月1日、プラネットプラス/七狗留）
- 本当にあったエッチなお話 14（7月10日、なでしこ）※オムニバス作品
- 『終電…、なくなっちゃったね…。』 不敵な笑みで年下男を誘う、絶倫女上司と一夜の過ち―。 武藤あやか（7月25日、マドンナ）
- お母さんの玩具になった僕 可憐で淫乱な美義母の性欲! 武藤あやか（8月7日、RUBY）
- 寝取られ願望のある夫と義弟の罠に嵌まったスレンダー妻 武藤あやか（8月19日、KSB企画/エマニエル）
- セックスレス若妻とシングルマザーのレズ不倫 紗々原ゆり 武藤あやか（9月1日、U&K）
- 近親レズビアン 第5章（9月25日、なでしこ）
- しくまれた媚薬痩身エステ 2施術師が怪しいので警戒していたが、秘かに盛られた媚薬でまんまと快楽堕ち!! ～人妻編～（10月9日、LEO）※オムニバス作品
- 色気ムンムン茶髪のイケイケエロ黒姉さん The erotic potential world over age35 武藤あやか（10月27日、MERCURY）
- レズ回春エステサロン 2  ～ペニバンエステコースで連続アクメ～（12月1日、U&K）※オムニバス作品
- ヌードモデルNTR 監督『ながえ』作品!! ×『新作』寝取られドラマ!! 武藤あやか（12月7日、マドンナ）
- 武藤あやかのWET Crazy FUCK（12月27日、MERCURY）

- 「私みたいなおばさんとしたいの!?」 自分よりも全然若い友達の息子、娘の夫との濃厚情事におぼれる熟女たち（1月15日、なでしこ）※オムニバス作品
- 童貞と見抜かれた僕はもう隣の人妻には逆らえない―。 武藤あやか（1月25日、マドンナ）
- 満たされない平凡妻の不倫日記 夫では味わえない絶倫男根を貪る淫らな日々 武藤あやか（1月29日、NAGIRA）
- お色気P●A会長&悩殺女教師と悪ガキ生徒会 武藤あやか 片瀬仁美（2月4日、グローリークエスト）
- 夫婦交換スワップ温泉旅行 10 寝取られ願望がある変態美人妻が望んだ夜這いプレイ!! えっ!! もう一方の奥様も変態だったっ?!（2月5日、LEO）
- 愛しのデリヘル嬢29【コロナ禍】デリ嬢呼んだら39歳の美魔女は銀座ナンバーワンのお店の元ママだった件【高級】ママ 武藤あやか39歳【DQN】素人売春生中出し盗撮強制撮り下ろし（2月11日、プラム）
- 今からこの一家全員レイプします 目●区自●が丘 松本いちか 永瀬ゆい 里仲ゆい 武藤あやか（2月12日、REAL）
- あのコが、ボクを窒息させながら乳首を弄ってくる意地悪痴女だったらイイナ。武藤あやか（2月19日、M男パラダイス）
- 人妻の花びらめくり 武藤あやか（2月19日、人妻援護会/エマニエル）
- 入院生活が長過ぎておばさん看護師の透けパン尻でも余裕で勃起してしまう僕 2（3月5日、LEO）※オムニバス作品
- ちくび屋 アンニュイ美人妻あやか お下品乳首をネジってあげた 武藤あやか（3月11日、プラム）
- 母子交尾 【黒森路】 武藤あやか（3月19日、RUBY）
- 出張という名の不倫旅行 武藤あやか（4月7日、マドンナ）
- サテンに包まれてイッちゃいな。密着サテングローブ痴女手コキ 2（4月7日、MEGAMI）※オムニバス作品
- モデル顔の癖に性欲破裂寸前 シングルマザーのだらしない乳輪を弄りながらバツイチ完熟性器をぐちゃぐちゃと遊ばして頂きました。（※もちろんナマ）（4月13日、ダスッ!）
- ザ・和姦 8  犯された男に狂う妻 武藤あやか（4月13日、ながえSTYLE）
- はだかの主婦 江戸川区在住 武藤あやか (37)（5月1日、プラネットプラス/裸婦趣向）
- 離れられない私たち ～過ちの連鎖に堕ちた愛欲母子相姦～ 武藤あやか（5月7日、マドンナ）
- 絶倫な夫の連れ子の巨根に溺れてしまう義母 第2章（5月27日、グラフィティジャパン）※オムニバス作品
- 夫の上司に犯され続けて7日目、私は理性を失った…。 武藤あやか（6月7日、マドンナ）
- クリトリス吸引バイブオナニー 2  今日もクリが幸せ★彡吸引と振動でクリトリスをW刺激、SEXでも見せないようなアヘ顔で絶頂を繰り返すAV女優達15名240分（6月17日、グローリークエスト）※オムニバス作品
- THEドキュメント 本能丸出しでする絶頂SEX 欲求不満なスレンダー美女を極太チ●ポで乱交ハメ倒す 武藤あやか（6月19日、美人魔女/エマニエル）
- 発情母 武藤あやか（7月1日、プラネットプラス/七狗留）
- エロ尻アナル見せ騎乗位（7月7日、アロマ企画）※オムニバス作品
- これが本気のアヘ顔!! 私、イクとこんな顔になっちゃうの SP 3（7月9日、LEO）※オムニバス作品
- 「大好き…」と耳元で甘く囁かれ続けながらち○ぽ美味しそうにしゃぶられ続ける（7月13日、アロマ企画）※オムニバス作品
- 台詞のないドラマ 言葉はいらない、目で、指先で伝える究極の不倫SEX 武藤あやか（7月25日、マドンナ）
- 居酒屋で飲んでいるおばさん2人組に強引にナンパ相席し痴漢したら怒るどころか感じまくってるので生ハメ中出しさせていただきました!!（7月27日、グラフィティジャパン）※オムニバス作品
- 終電を逃した僕を泊めてくれた欲求不満を隠せないバイト先の巨乳シングルマザーと宅飲みだけで終わらず朝まで生中出しセックスした。 武藤あやか（8月1日、LUNATICS）
- 娘の彼氏がデカチンで… 夫と娘に内緒で彼氏の巨根でめりめりされた妻 武藤あやか（8月7日、JET映像）
- 四つん這いとマングリポーズでアナルをバッチリ見せるエッチなオナニー（8月7日、アロマ企画）※オムニバス作品
- 子供部屋おじさんと未亡人の淫らな性生活 第二章 武藤あやか（8月27日、グラフィティジャパン）
- 妻みぐい不倫旅行 あやか (仮名) 40歳（8月27日、MERCURY）
- 声が出せない絶頂授業で10倍濡れる人妻教師 武藤あやか（9月2日、センタービレッジ）
- 焦らして… 焦らして… 焦らして… 焦らして…、最も濡れた瞬間に挿入する愛液グチョグチョ不倫性交。 武藤あやか（9月14日、マドンナ）
- キスから始まる社宅不倫 熱いくちびるの刺激に濡れる上司の妻 武藤あやか（10月12日、マドンナ）
- ニッポンの夫婦生活 ふとんの中の48手（10月12 日、FAプロ）※オムニバス作品
- 投稿実話 事件に巻き込まれた妻 2  ～妻が男たちの性欲の標的にされた～（10月26日、ながえSTYLE）※オムニバス作品
- バキューム乳首舐めされながらスローに亀頭弄られ続ける3P焦らされ性感（11月9日、アロマ企画）※オムニバス作品
- 僕に媚薬を飲ませて くびれたボディラインで痴女る四十路のお母さん 武藤あやか（11月16日、RUBY）
- 武藤あやか The First Best 8時間（11月23日、マドンナ）※単体ベスト
- 憧れていた母の友人と念願セックス 昔から家族ぐるみで付き合っていたおばさんとまさかのエロハプニング。そのままなし崩しで…（11月27日、ビッグモーカル）※オムニバス作品
- 「おばさんのカラダで勃起しちゃったの?」 挑発的すぎる豊満なカラダがたまらないドエロおばさんに主導権とムスコをにぎられ、なすがまま生でヌプッ!! たっぷたぷの中出し白濁オツユがお尻まで垂れちゃうからチ●ポはまだま抜かないでっ!! 5（12月10日、LEO）※オムニバス作品
- 人妻レズ不倫 ～新妻は夫の留守にご近所美熟女と…～ 市来まひろ 武藤あやか（12月21日、U&K）

- 私、息子の友人とセックスしています。 武藤あやか（1月4日、アタッカーズ）
- 母子姦 武藤あやか（1月18日、グローリークエスト）
- 一ヵ月に1度の禁欲逢瀬―。 中出しに溺れゆく遠距離不貞―。 武藤あやか（1月25日、マドンナ）
- 人妻たちのガチイキ丸見えディルドオナニー III（1月27日、グラフィティジャパン）※オムニバス作品
- レズビアンエタニティ ～美熟女ミセスの濡れたランジェリー～ 武藤あやか 一ノ瀬綾乃（2月15日、U&K）
- 長身スレンダー美人義母とどうしてもヤリたくて… 武藤あやか（2月20日、STAR PARADISE）
- 未亡人、哀しみの妊娠報告。 武藤あやか（3月1日、アタッカーズ）
- ノーパンパンストレズビアン ～匂うつま先、テカる美脚のパンストマニアックス～（3月1日、U&K）※オムニバス作品
- 離婚して地元に出戻った幼馴染と再会 ずっと片思いしてたと告白すると… 武藤あやか（3月8日、椿鳳院）
- 美大生がデッサン中にセンズリ鑑賞! 2（3月20日、STAR PARADISE）※オムニバス作品
- 施術師さんのおっぱいが当たっちゃうリラクゼーションエステ2（4月20日、STAR PARADISE）※オムニバス作品
- 引っ越し先で出会った学生時代の家庭教師と背徳の昼下がり―。（5月10日、マドンナ）
- 回春ペニバンレズエステ ～秘密のエロ施術マル秘女性ホルモン活性コース～（6月7日、U&K）※オムニバス作品
- 「こんなところでゴメンなさい…。でも、もう我慢出来なかったの…」トイレが故障で使えず膀胱限界の放尿婦人 36人（6月21日、アクアモール）※オムニバス作品
- 連勤明けの飢えた女上司が野獣と化して―。 中出ししても気づかない暴走杭打ちピストン不倫性交 武藤あやか（7月12日、マドンナ）
- 美容室NTR 髪を切りに行った筈の妻の髪型が変わっていない―。 武藤あやか（8月9日、マドンナ）
- 2泊3日の夫婦交換キャンプ 2 武藤あやか（8月9日、ながえSTYLE）
- お色気P●A会長と悪ガキ生徒会 武藤あやか（9月6日、グローリークエスト）
- 隣の卑猥なセーラー服奥様 武藤あやか（9月6日、RUBY）
- 末広純 レズ解禁!! 出張先のビジネスホテルで相部屋になった憧れの女上司はまさかまさかのレズビアン 末広純 武藤あやか（10月11日、ビビアン）
- 息子の友達のマセガキ共に性処理させられザーメンまみれの母親～武藤あやか（12月22日、ヒビノ）

- 僕は21歳引きこもり無職です。毎日大好きなお母さんに性処理をしてもらっています。 武藤あやか（2月7日、アタッカーズ）
- 投稿実話 妻がまわされた 21 ～セレブ夫婦を襲った悲劇～ 武藤あやか（2月14日、ながえSTYLE）
- 母をイジメっ子の同級生にNTRれたいじめられっ子の僕 武藤あやか（2月28日、マドンナ）
- お母さんに毎日好き好きオーラを浴びせた一ヶ月後、理性が外れたお母さんと子作りセックスを何度も何度も繰り返した。 武藤あやか（3月14日、ダスッ!）
- 緊縛調教妻 旦那の会社に融資をしてくれた義父の陰湿な策略。脅され縛られた嫁が開花したマゾの本性 武藤あやか（3月14日、グローバルメディアアネックス）
- 人妻レズ不倫 ～初めての浮気相手はかつての恋人～ 武藤あやか 葵百合香（5月2日、U&K）
- この世にセックスありき 濡れた股ぐら 下半身十人十色（5月16日、FAプロ）
- 華奢スレンダー巨乳の妻が俺の親父に寝取られ種付けプレスされていた。 武藤あやか（5月23日、ダスッ!）
- 可憐で淫乱な友達のお義母さん 武藤あやか（6月6日、RUBY）
- 熟Wペニバンレズ（6月6日、U&K）
- 人妻の柔らかい垂れ乳（6月20日、ネクスト）
- 人妻の花びらめくり 武藤あやか (MYBA-059)（6月20日、人妻援護会/エマニエル）
- 施術師さんのおっぱいが当たる! 巨乳だらけのマッサージ店（7月20日、ネクスト）
- 神出鬼没! ハナ金限定熟女ハンター! 酔わせて・おだてて・口説いてお持ち帰り! ビールも精子も喉越し最高中出しスペシャル!!（7月22日、ビッグモーカル）
- まるまる! 武藤あやか (NATR-709)（8月22日、なでしこ）※単体ベスト
- 軽蔑する夫の上司に声を出せない状況でイカされた人妻エステティシャン 武藤あやか（10月3日、アタッカーズ）
- 前略 幼馴染と私は結婚して夏の田舎で種付け中出し生活を過ごしてます。最高の2人暮らし 武藤あやか（10月10日、椿鳳院）
- 大きく開いた胸元を見せつけ誘惑してくる上司の奥さん 武藤あやか（11月5日、プラネットプラス）

- オイルマニア 武藤あやか（1月5日、プラネットプラス）
- Madonna電撃専属 SNSで話題沸騰中‘奇跡の42歳’ 武藤あやか 最高峰アラフォー人妻が本気で乱れる大絶頂SEXスペシャル（1月30日、マドンナ）
- 卒業式の後に…大人になった君へ義母からの贈り物―。 武藤あやか（2月27日、マドンナ）
- スレンダーな身体と卑猥なおっぱい 武藤あやかベスト VOL.2（2月27日、ながえスタイル）
- 妻の妊娠中、オナニーすらも禁じられた僕は上京してきた義母・あやかさんに何度も種付けSEXをしてしまった…。 武藤あやか（3月26日、マドンナ）
- 童貞な僕がデカチンと知った義母は1度だけよと言ってたのに自ら何度も何度も求めてくるんです…（3月27日、グラフィティジャパン）
- 年下男子が標的にした美味しそうな人妻 長身スレンダーで巨乳だったなんて！！（3月31日、ネクスト）
- 甘い囁きに流されるまま、僕は大学を留年するまで、人妻との巣篭もりSEXに溺れて…。 武藤あやか（5月23日、マドンナ）
- 配信限定 マドンナ専属女優の『リアル』解禁。 MADOOOON！！！！ 武藤あやか ハメ撮り（5月7日、マドンナ）
- 息子の友達の制御不能な絶倫交尾でイカされ続けて… 武藤あやか（5月28日、マドンナ）
- スレンダーBODY美人義母と中出し性交180分（6月20日、ネクスト）
- まるっと！武藤あやか2（6月20日、プラネットプラス）
- 愛する夫の為に、身代わり週末肉便器。 超絶倫極悪オヤジに、孕むまで何度も中出しされ続けて…。 武藤あやか（6月25日、マドンナ）
- W美脚イイオンナと田舎童貞くんのサンドイッチ痴女中出しデート（7月23日、マドンナ）
- ロングスカートの中でこっそり生ハメSEX 絶対バレちゃダメな状況でイチャイチャお互い興奮して超エスカレートした密着ドキドキ隠れセックス（8月13日、椿鳳院）
- 人妻秘書、汗と接吻に満ちた社長室中出し性交 大人な美貌、成熟したカラダ…。そのすべてを『秘書』で独占。 武藤あやか（8月27日、マドンナ）
- Madonna航空、専属イイオンナ豪華大共演―。 黒艶パンスト人妻CA物語 ～新人男子CAを大人の色気と美脚タイツで搾精指導～（10月8日、マドンナ）
- 今夜はキミをイジメたい…極上の人妻と初めてのSMホテルでお泊り中出しデート 超人気専属『武藤あやか』に計8発24時間ず～っと痴女られる！！（11月26日、マドンナ）

- 密着セックス ～深夜のバーで店長と密会不倫を重ねた私～ 武藤あやか（12月24日、マドンナ）

- ハプニングバー人妻NTR 「あなたのためよ…」と言っていた妻がいつしか群がる男たちに夢中になっていた。（1月28日、マドンナ）

妻には口が裂けても言えません、義母さんを孕ませてしまったなんて…。-1泊2日の温泉旅行で、我を忘れて中出ししまくった僕。- 武藤あやか（2月25日、マドンナ）
「一緒になるって約束したから…。 今更別れるなんて言わないよね？」 精液を貢がせ、私の膣奥に注がせるー。アナタは私の《子作り専属》性奴●。 武藤あやか（3月25日、マドンナ）
鳴り止まぬ工事の騒音。救いを求める人妻の声は無情にも掻き消されて…。 肉体労働者の性奴●と化す中出し輪●。 武藤あやか（4月22日、マドンナ）
- 傷ついた父親の目の前で犯●れた私。 武藤あやか（6月3日、アタッカーズ）
- 地味眼鏡OLの裏の顔 美熟女ライバー、凌●ライブ配信 武藤あやか（7月1日、アタッカーズ）
- あなた、許して…。 濡れ堕ちた同情5 武藤あやか（8月5日、アタッカーズ）

### アダルトVR
2021年
- 初VR!! 「何回失敗してもいいからね…」 思春期真っ盛り童貞の僕に笑顔でセックスの練習台になってくれる献身義母 武藤あやか（1月15日、マドンナ）
- 熟母VR ～夢のような甘やかしセックス～ 武藤あやか（10月25日、ながえSTYLE）

2023年
- 前略 幼馴染と私は結婚して夏の田舎で種付け中出し生活を過ごしてます。最高の2人暮らし 武藤あやか（10月20日、椿鳳院）

2024年
【VR】超高画質！！8K 風俗マンションW！！旦那不在の昼下がり限定 部屋を貸し切りヤリたい放題 密着ご奉仕ハーレム逆3P中出し（11月22日、マドンナ）

### アダルト配信
- あやか (pwife360)（5月27日、P-WIFE）
- AYAKA (ako288)（7月16日、A子さん）
- あやか (jzukan118)（8月20日、素人熟女図鑑）
- あやか & えみ (trumg017)（9月30日、トランプ）

- あやか (ofpc023)（2月16日、＃オフパコ）
- あやか (pwife433)（3月2日、P-WIFE）
- あやか & ゆう (jzukan146)（3月20日、素人熟女図鑑）
- のりか & あやか (jzukan152)（5月22日、素人熟女図鑑）
- あやか (trumg047)（6月23日、トランプ）
- 北里美紗子さん (ewdx184)（7月9日、E★人妻DX）
- あやか (jzukan158)（7月21日、素人熟女図鑑）
- あやか (jzukan164)（10月24日、素人熟女図鑑）
- あやか 2 (jzukan176)（12月13日、素人熟女図鑑）

- むとうさん (jzukan182)（1月28日、素人熟女図鑑）
- むとうさん 2 (jzukan188)（3月14日、素人熟女図鑑）

- あやか (stouch758)（5月1日、シロウトタッチ）
- 彩夏 (hpara296)（6月27日、人妻パラダイス）
- あやか 3 (pwife666)（8月4日、P-WIFE）

- サラ (fan086)（1月6日、五反田マングース）
- あや (fan096)（1月29日、五反田マングース）
- あやか (fan100)（1月29日、五反田マングース）
- あやか嬢 (iat019)（2月19日、愛しのあさがお宅配便）
- あやか & ほたる (gjkz310)（3月1日、素人熟女図鑑）
- あやか (hrs009)（3月26日、シコヌキッ × ひむろっく）
- あやか 2 (hrs010)（3月26日、シコヌキッ × ひむろっく）
- あやか (gjkz322)（5月1日、素人熟女図鑑）
- あやか (somk003)（5月12日、素人おまん娘）
- 武藤さん (sds018)（6月26日、鍼灸院スドウ）
- あやか (frin041)（7月16日、フライデー）
- あやか 2 (gjkz345)（8月1日、素人熟女図鑑）
- あやか (trumg142)（8月20日、トランプ-X-）
- Sさん (hmdn403)（9月3日、ハメドリネットワークSecondEdition）
- あやか (avkh205)（11月19日、恋する花嫁）

- 神咲あやか & 小倉由美奈（1月4日、AROUND）
- 小出美沙 & 神咲あやか（1月4日、AROUND）
- あやか (pwife819)（3月12日、P-WIFE）
- あやか (hint0511)（3月19日、熟蜜のヒミツ）
- 宅ナンパ (くるみ & あやか)（3月29日、アマTV）
- あやか 2 (pwife825)（4月2日、P-WIFE）
- あんず (frin088)（6月10日、フライデー）
- あやか 3 (gjkz426)（7月10日、素人熟女図鑑）
- あやか 4 (gjkz433)（8月5日、素人熟女図鑑）
- あや (instc326)（9月29日、いんすた）
- あやこ (instc336)（10月16日、いんすた）

### イメージビデオ
- ヒーリングエロス 女神達のやすらぎのひととき 第二章（2021年6月28日、アイシス）※オムニバス作品

## 出演

### ウェブテレビ
- ロンドンハーツABEMA特別編（2022年5月31日、ABEMA）アンケート協力[13]

### 映画
- 龍帝外伝V 激闘編（公開日未定、龍帝プロジェクト、スパイスビジュアル）- 森沙耶 役